# Port-le-Grand
Port-le-Grand é uma comuna francesa na região administrativa de Altos da França, no departamento de Somme. Estende-se por uma área de 11,28 km². Em 2010 a comuna tinha 290 habitantes (densidade: 25,7 hab./km²).